# Deceiver (DIIV)
Deceiver è il terzo album in studio del gruppo musicale statunitense DIIV, pubblicato il 4 ottobre 2019 da Captured Tracks.

## Tracce
1. Horsehead – 5:08
2. Like Before You Were Born – 3:04
3. Skin Game – 4:25
4. Between Tides – 4:43
5. Taker – 4:28
6. For the Guilty – 3:38
7. The Spark – 4:00
8. Lorelei – 3:58
9. Blankenship – 3:56
10. Acheron – 7:08

## Formazione
- Zachary Cole Smith – voce, chitarra
- Andrew Bailey – chitarra
- Colin Caulfield – basso, voce
- Ben Newman – batteria